# 东山乡 (普格县)
东山乡，是中华人民共和国四川省凉山彝族自治州普格县曾经下辖的一个乡。2021年1月12日，撤销东山乡，原东山乡所属行政区域为花山镇的行政区域。

## 行政区划
东山乡撤销前下辖以下地区：
河东村、高峰村、李家坪村、先锋村和东方村。